# Rubén Darío Insúa
Rubén Darío Insúa Carballo (Buenos Aires, Argentina, 17 de abril de 1961) es un exfutbolista profesional y actual director técnico de fútbol. Jugaba como volante. Actualmente dirige a Barracas Central.

## Trayectoria

### Como futbolista
Insúa inició su carrera en San Lorenzo de Almagro en 1978. Tras dejar el club en 1986, tuvo un breve paso por la UD Las Palmas, en España, regresando poco después a Argentina.
Contratado por Estudiantes de La Plata al poco de regresar de Europa, permaneció en el equipo platense hasta 1989.Más tarde, pasó a Independiente, donde ganaría el Campeonato de Primera División 1988-89.
En 1991, jugando en el Barcelona Sporting Club, ganó el Campeonato de Ecuador y se convirtió en el máximo goleador de la temporada, con diecisiete goles. Posteriormente pasó al Deportivo Cali, donde se mantuvo por tres temporadas.De nuevo en Argentina, jugó la temporada 1995-96 para Quilmes, poniendo fin a su carrera como futbolista profesional en 1997.

### Como entrenador

#### Inicios
Insúa inició su carrera como entrenador en el Barcelona Sporting Club en 1997. Bajo su mando, el equipo ganó el Campeonato Ecuatoriano de 1997 y alcanzó la fina de la Copa Libertadores 1998, donde fue derrotado por el Vasco da Gama.
En 1999 volvió a la Argentina para dirigir a Ferro Carril Oeste.Sin embargo, los resultados obtenidos lo llevaron a presentar la renuncia en tan solo cinco partidos. Para la temporada 2000, volvió al Barcelona, tomando al equipo en un mal momento, donde estuvo a punto de descender, pero salvó la categoría y además lo clasificó para jugar la Copa Libertadores.

#### San Lorenzo
El 2 de julio de 2002, fue anunciado como entrenador de San Lorenzo y reemplazó a Manuel Pellegrini.En diciembre del mismo año, obtuvo la primera edición de la Copa Sudamericana después de vencer a Atlético Nacional en la final.

#### Etapa en el exterior
De regreso a Ecuador en 2003, inició su tercera etapa en Barcelona Sporting Club donde obtuvo el subcampeonato en el Campeonato Ecuatoriano y logró la clasificación para la Copa Libertadores 2004. En enero de 2005, fue confirmado como entrenador de Alianza Lima.No obstante, en mayo del mismo año, presentó su renuncia luego de una serie de malos resultados.

#### Vuelta a Argentina
Luego de un paso por Jorge Wilstermann en Bolivia,Insúa regresó a su país natal en octubre de 2007 para dirigir a Talleres donde se mantuvo por solamente 12 encuentros.

#### Pasos por Ecuador y Colombia
En diciembre de 2008, fue contratado por Deportivo Quito.Durante su estancia, llevó al equipo a ganar su segundo campeonato ecuatoriano en 2009.Sin embargo, la mala forma del equipo en la temporada siguiente provocó su despido en agosto de 2010.
El 2 de octubre de 2010, comenzó su cuarta etapa en Barcelona.En marzo de 2011, fue despedido de su cargo por el mal desempeño del equipo en el campeonato nacional y, según Alfonso Harb, presidente del club, por su mala indisciplina.En septiembre de 2011, asumió al frente del Deportivo Cali, reemplazando a Jorge Cruz.El 3 de marzo del 2012, fue relevado de sus funciones después de un mal comienzo en el Torneo Apertura.
El 30 de julio de 2012, inició su segundo ciclo en Deportivo Quito en reemplazo de Nelson Acosta.Después de una profunda crisis económica e institucional, logró que el equipo permaneciera en la máxima categoría del fútbol ecuatoriano y, en el 2013, lo clasificó a la Copa Libertadores 2014.Sin embargo, en octubre de 2013, se confirmó que no continuaría en el club a partir de la siguiente temporada.
En mayo de 2015, fue confirmado como entrenador de El Nacional.Por falta de compromiso de los directivos del club, presentó su renuncia el 27 de octubre del mismo año.

#### Etapa en Bolivia, Ecuador y Perú
El 1 de enero de 2016, fue nombrado entrenador del Club Bolívar de la Primera División de Bolivia.Tres meses más tarde, fue cesado de su cargo después de cosechar malos resultados en la Copa Libertadores y en el torneo doméstico.
El 4 de febrero del 2019, fue oficializado como técnico de Liga de Portoviejo del ascenso ecuatoriano.En diciembre del mismo año, obtuvo el ascenso a la Serie A tras asegurarse un cupo en la final de la Serie B. Luego de dos temporadas a cargo, fue despedido de su cargo en noviembre de 2020.
En abril del 2021, asumió al frente del Deportivo Binacional de la Primera División del Perú.Con solo tres partidos al mando, la dirigencia del club optó por resolver su contrato a 25 días de su llegada.

#### Nueva etapa en San Lorenzo
El 17 de mayo del 2022, acordó su vuelta a San Lorenzo y firmó un contrato hasta diciembre de 2023.Unos meses más tarde, obtuvo la clasificación a la Copa Sudamericana después de vencer a Aldosivi en la última jornada de la Liga Profesional.En dicha competencia, alcanzó los cuartos de final donde quedaron eliminados ante São Paulo por 2-1 en el global.
Luego de obtener la clasificación a la Copa Libertadores 2024, su contrato fue renovado por dos temporadas y media en enero de 2024.Sin embargo, fue relevado de sus funciones el 12 de abril luego de una serie de malos resultados.

#### Barracas Central
En septiembre de 2024, fue confirmado como entrenador de Barracas Central y firmó un contrato hasta diciembre de 2025.

## Clubes

### Como futbolista
| Club                    | País      | Año       |
| ----------------------- | --------- | --------- |
| San Lorenzo             | Argentina | 1978-1985 |
| U. D. Las Palmas        | España    | 1985-1986 |
| Estudiantes de La Plata | Argentina | 1986-1988 |
| Independiente           | Argentina | 1988-1990 |
| Barcelona S. C.         | Ecuador   | 1991-1994 |
| Deportivo Cali          | Colombia  | 1994-1995 |
| Quilmes                 | Argentina | 1995-1996 |

### Como entrenador
| Equipo                       | Div.                | Temporada           | Liga | Liga | Liga | Liga | Liga |    | Copa | Copa | Copa | Copa |    | Internacional | Internacional | Internacional | Internacional | Internacional |   | Otros | Otros | Otros | Otros |     | Totales     | Totales | Totales | Totales | Totales | Totales | Totales | Totales | Totales |
| Equipo                       | Div.                | Temporada           | PD   | G    | E    | P    | Pos. | PD | G    | E    | P    | PD   | G  | E             | P             | Pos.          | PD            | G             | E | P     | PD    | G     | E     | P   | Rendimiento | GF      | GC      | Dif.    | Ptos.   |         |         |         |         |
| ---------------------------- | ------------------- | ------------------- | ---- | ---- | ---- | ---- | ---- | -- | ---- | ---- | ---- | ---- | -- | ------------- | ------------- | ------------- | ------------- | ------------- | - | ----- | ----- | ----- | ----- | --- | ----------- | ------- | ------- | ------- | ------- | ------- | ------- | ------- | ------- |
| Barcelona · Ecuador          | 1.ª                 | 1997                | 31   | 17   | 9    | 5    | 1.º  | -  | -    | -    | -    | -    | -  | -             | -             | -             | -             | -             | - | -     | 31    | 17    | 9     | 5   | 64.52%      | 64      | 35      | +29     | 60      |         |         |         |         |
| Barcelona · Ecuador          | 1.ª                 | 1998                | 27   | 10   | 9    | 8    | Inc. | -  | -    | -    | -    | 14   | 5  | 5             | 4             | 2.º           | -             | -             | - | -     | 41    | 15    | 14    | 12  | 47.97%      | 63      | 46      | +17     | 59      |         |         |         |         |
| Ferro Carril Oeste Argentina | 1.ª                 | 1999-00             | 5    | 0    | 1    | 4    | Inc. | -  | -    | -    | -    | -    | -  | -             | -             | -             | -             | -             | - | -     | 5     | 0     | 1     | 4   | 6.67%       | 3       | 13      | -10     | 1       |         |         |         |         |
| Ferro Carril Oeste Argentina | Total               | Total               | 5    | 0    | 1    | 4    | -    | -  | -    | -    | -    | -    | -  | -             | -             | -             | -             | -             | - | -     | 5     | 0     | 1     | 4   | 6.67%       | 3       | 13      | -10     | 1       |         |         |         |         |
| Barcelona · Ecuador          | 1.ª                 | 2000                | 38   | 14   | 12   | 12   | 5.º  | -  | -    | -    | -    | 6    | 1  | 3             | 2             | FG            | -             | -             | - | -     | 44    | 15    | 15    | 14  | 45.45%      | 60      | 55      | +5      | 60      |         |         |         |         |
| San Lorenzo Argentina        | 1.ª                 | 2002-03             | 38   | 15   | 11   | 12   | 7.º  | -  | -    | -    | -    | 8    | 5  | 1             | 2             | 1.º           | 1             | 0             | 0 | 1     | 47    | 20    | 12    | 15  | 51.06%      | 75      | 62      | +13     | 72      |         |         |         |         |
| Barcelona · Ecuador          | 1.ª                 | 2003                | 22   | 13   | 5    | 4    | 2.º  | -  | -    | -    | -    | 2    | 1  | 0             | 1             | 1.ªF          | -             | -             | - | -     | 24    | 14    | 5     | 5   | 65.27%      | 43      | 18      | +25     | 47      |         |         |         |         |
| Barcelona · Ecuador          | 1.ª                 | 2004                | 2    | 0    | 1    | 1    | Inc. | -  | -    | -    | -    | -    | -  | -             | -             | -             | -             | -             | - | -     | 2     | 0     | 1     | 1   | 16.67%      | 1       | 3       | -2      | 1       |         |         |         |         |
| Alianza Lima · Perú          | 1.ª                 | 2005                | 11   | 3    | 6    | 2    | Inc. | -  | -    | -    | -    | 6    | 1  | 2             | 3             | FG            | -             | -             | - | -     | 17    | 4     | 8     | 5   | 39.22%      | 27      | 23      | +4      | 20      |         |         |         |         |
| Alianza Lima · Perú          | Total               | Total               | 11   | 3    | 6    | 2    | -    | -  | -    | -    | -    | 6    | 1  | 2             | 3             | -             | -             | -             | - | -     | 17    | 4     | 8     | 5   | 39.22%      | 27      | 23      | +4      | 20      |         |         |         |         |
| Jorge Wilstermann · Bolivia  | 1.ª                 | 2007-A              | 22   | 10   | 5    | 7    | 4.º  | -  | -    | -    | -    | -    | -  | -             | -             | -             | -             | -             | - | -     | 22    | 10    | 5     | 7   | 53.03%      | 29      | 23      | +6      | 35      |         |         |         |         |
| Jorge Wilstermann · Bolivia  | Total               | Total               | 22   | 10   | 5    | 7    | -    | -  | -    | -    | -    | -    | -  | -             | -             | -             | -             | -             | - | -     | 22    | 10    | 5     | 7   | 53.03%      | 29      | 23      | +6      | 35      |         |         |         |         |
| Talleres Argentina           | 2.ª                 | 2007-08             | 12   | 4    | 2    | 6    | Inc. | -  | -    | -    | -    | -    | -  | -             | -             | -             | -             | -             | - | -     | 12    | 4     | 2     | 6   | 38.89%      | 19      | 25      | -6      | 14      |         |         |         |         |
| Talleres Argentina           | Total               | Total               | 12   | 4    | 2    | 6    | -    | -  | -    | -    | -    | -    | -  | -             | -             | -             | -             | -             | - | -     | 12    | 4     | 2     | 6   | 38.89%      | 19      | 25      | -6      | 14      |         |         |         |         |
| Deportivo Quito · Ecuador    | 1.ª                 | 2009                | 42   | 20   | 9    | 13   | 1.º  | -  | -    | -    | -    | 6    | 2  | 2             | 2             | FG            | -             | -             | - | -     | 48    | 22    | 11    | 15  | 53.47%      | 50      | 41      | +9      | 77      |         |         |         |         |
| Deportivo Quito · Ecuador    | 1.ª                 | 2010                | 27   | 11   | 6    | 10   | Inc. | -  | -    | -    | -    | 8    | 4  | 1             | 3             | 1.ªF          | -             | -             | - | -     | 35    | 15    | 7     | 13  | 49.53%      | 41      | 42      | -1      | 52      |         |         |         |         |
| Barcelona · Ecuador          | 1.ª                 | 2010                | 11   | 3    | 4    | 4    | 3.º  | -  | -    | -    | -    | -    | -  | -             | -             | -             | -             | -             | - | -     | 11    | 3     | 4     | 4   | 39.39%      | 12      | 13      | -1      | 13      |         |         |         |         |
| Barcelona · Ecuador          | 1.ª                 | 2011                | 10   | 2    | 5    | 3    | Inc. | -  | -    | -    | -    | -    | -  | -             | -             | -             | -             | -             | - | -     | 10    | 2     | 5     | 3   | 36.67%      | 7       | 11      | -4      | 11      |         |         |         |         |
| Barcelona · Ecuador          | Total               | Total               | 141  | 59   | 45   | 37   | -    | -  | -    | -    | -    | 22   | 7  | 8             | 7             | -             | -             | -             | - | -     | 163   | 66    | 53    | 44  | 51.33%      | 250     | 181     | +69     | 251     |         |         |         |         |
| Deportivo Cali · Colombia    | 1.ª                 | 2011-F              | 10   | 4    | 3    | 3    | 10.º | -  | -    | -    | -    | -    | -  | -             | -             | -             | -             | -             | - | -     | 10    | 4     | 3     | 3   | 50%         | 7       | 6       | +1      | 15      |         |         |         |         |
| Deportivo Cali · Colombia    | 1.ª                 | 2012-A              | 6    | 1    | 1    | 4    | Inc. | 2  | 0    | 1    | 1    | -    | -  | -             | -             | -             | -             | -             | - | -     | 8     | 1     | 2     | 5   | 20.83%      | 7       | 15      | -8      | 5       |         |         |         |         |
| Deportivo Cali · Colombia    | Total               | Total               | 16   | 5    | 4    | 7    | -    | 2  | 0    | 1    | 1    | -    | -  | -             | -             | -             | -             | -             | - | -     | 18    | 5     | 5     | 8   | 37.04%      | 14      | 21      | -7      | 20      |         |         |         |         |
| Deportivo Quito · Ecuador    | 1.ª                 | 2012                | 18   | 6    | 6    | 6    | 8.º  | -  | -    | -    | -    | 5    | 4  | 0             | 1             | 1/8           | -             | -             | - | -     | 23    | 10    | 6     | 7   | 52.18%      | 23      | 29      | -6      | 36      |         |         |         |         |
| Deportivo Quito · Ecuador    | 1.ª                 | 2013                | 44   | 19   | 14   | 11   | 3.º  | -  | -    | -    | -    | -    | -  | -             | -             | -             | -             | -             | - | -     | 44    | 19    | 14    | 11  | 53.79%      | 62      | 50      | +12     | 71      |         |         |         |         |
| Deportivo Quito · Ecuador    | Total               | Total               | 131  | 56   | 35   | 40   | -    | -  | -    | -    | -    | 19   | 10 | 3             | 6             | -             | -             | -             | - | -     | 150   | 66    | 38    | 46  | 52.44%      | 176     | 162     | +14     | 236     |         |         |         |         |
| El Nacional · Ecuador        | 1.ª                 | 2015                | 19   | 7    | 3    | 9    | Inc. | -  | -    | -    | -    | -    | -  | -             | -             | -             | -             | -             | - | -     | 19    | 7     | 3     | 9   | 42.1%       | 18      | 25      | -7      | 24      |         |         |         |         |
| El Nacional · Ecuador        | Total               | Total               | 19   | 7    | 3    | 9    | -    | -  | -    | -    | -    | -    | -  | -             | -             | -             | -             | -             | - | -     | 19    | 7     | 3     | 9   | 42.1%       | 18      | 25      | -7      | 24      |         |         |         |         |
| Bolívar · Bolivia            | 1.ª                 | 2015-16             | 14   | 4    | 5    | 5    | Inc. | -  | -    | -    | -    | 6    | 1  | 3             | 2             | FG            | -             | -             | - | -     | 20    | 5     | 8     | 7   | 38.33%      | 29      | 29      | +0      | 23      |         |         |         |         |
| Bolívar · Bolivia            | Total               | Total               | 14   | 4    | 5    | 5    | -    | -  | -    | -    | -    | 6    | 1  | 3             | 2             | -             | -             | -             | - | -     | 20    | 5     | 8     | 7   | 38.33%      | 29      | 29      | +0      | 23      |         |         |         |         |
| Liga de Portoviejo · Ecuador | 2.ª                 | 2019                | 40   | 15   | 19   | 6    | 2.º  | -  | -    | -    | -    | -    | -  | -             | -             | -             | -             | -             | - | -     | 40    | 15    | 19    | 6   | 53.33%      | 54      | 28      | +26     | 64      |         |         |         |         |
| Liga de Portoviejo · Ecuador | 1.ª                 | 2020                | 21   | 4    | 4    | 13   | Inc. | -  | -    | -    | -    | -    | -  | -             | -             | -             | -             | -             | - | -     | 21    | 4     | 4     | 13  | 25.4%       | 25      | 46      | -21     | 16      |         |         |         |         |
| Liga de Portoviejo · Ecuador | Total               | Total               | 61   | 19   | 23   | 19   | -    | -  | -    | -    | -    | -    | -  | -             | -             | -             | -             | -             | - | -     | 61    | 19    | 23    | 19  | 43.72%      | 79      | 74      | +5      | 80      |         |         |         |         |
| Binacional · Perú            | 1.ª                 | 2021                | 3    | 0    | 1    | 2    | Inc. | -  | -    | -    | -    | -    | -  | -             | -             | -             | -             | -             | - | -     | 3     | 0     | 1     | 2   | 11.11%      | 2       | 5       | -3      | 1       |         |         |         |         |
| Binacional · Perú            | Total               | Total               | 3    | 0    | 1    | 2    | -    | -  | -    | -    | -    | -    | -  | -             | -             | -             | -             | -             | - | -     | 3     | 0     | 1     | 2   | 11.11%      | 2       | 5       | -3      | 1       |         |         |         |         |
| San Lorenzo Argentina        | 1.ª                 | 2022                | 27   | 10   | 13   | 4    | 6.º  | -  | -    | -    | -    | -    | -  | -             | -             | -             | -             | -             | - | -     | 27    | 10    | 13    | 4   | 53.09%      | 33      | 23      | +10     | 43      |         |         |         |         |
| San Lorenzo Argentina        | 1.ª                 | 2023                | 27   | 12   | 10   | 5    | 3.º  | 19 | 6    | 10   | 3    | 10   | 5  | 2             | 3             | 1/8           | -             | -             | - | -     | 56    | 23    | 22    | 11  | 54.17%      | 50      | 33      | +17     | 91      |         |         |         |         |
| San Lorenzo Argentina        | 1.ª                 | 2024                | -    | -    | -    | -    | -    | 14 | 4    | 6    | 4    | 2    | 0  | 1             | 1             | Inc.          | -             | -             | - | -     | 16    | 4     | 7     | 5   | 39.58%      | 12      | 17      | -5      | 19      |         |         |         |         |
| San Lorenzo Argentina        | Total               | Total               | 92   | 37   | 34   | 21   | -    | 33 | 10   | 16   | 7    | 20   | 10 | 4             | 6             | -             | 1             | 0             | 0 | 1     | 146   | 57    | 54    | 35  | 51.37%      | 170     | 135     | +35     | 225     |         |         |         |         |
| Barracas Central Argentina   | 1.ª                 | 2024                | 14   | 3    | 6    | 5    | 28.º | -  | -    | -    | -    | -    | -  | -             | -             | -             | -             | -             | - | -     | 14    | 3     | 6     | 5   | 35.72%      | 10      | 15      | -5      | 15      |         |         |         |         |
| Barracas Central Argentina   | 1.ª                 | 2025-A              | 17   | 7    | 5    | 5    | 1/8  | 1  | 0    | 0    | 1    | -    | -  | -             | -             | -             | -             | -             | - | -     | 18    | 7     | 5     | 6   | 48.15%      | 20      | 23      | -3      | 26      |         |         |         |         |
| Barracas Central Argentina   | 1.ª                 | 2025-C              | 5    | 3    | 1    | 1    | -    | -  | -    | -    | -    | -    | -  | -             | -             | -             | -             | -             | - | -     | 5     | 3     | 1     | 1   | 66.67%      | 8       | 6       | +2      | 10      |         |         |         |         |
| Barracas Central Argentina   | Total               | Total               | 36   | 13   | 12   | 11   | -    | 1  | 0    | 0    | 1    | -    | -  | -             | -             | -             | -             | -             | - | -     | 37    | 13    | 12    | 12  | 45.95%      | 38      | 44      | -6      | 51      |         |         |         |         |
| Total en su carrera          | Total en su carrera | Total en su carrera | 563  | 217  | 176  | 170  | -    | 36 | 10   | 17   | 9    | 73   | 29 | 20            | 24            | -             | 1             | 0             | 0 | 1     | 673   | 256   | 213   | 204 | 48.59%      | 854     | 760     | +93     | 981     |         |         |         |         |
| 1. 2. 3.                     |                     |                     |      |      |      |      |      |    |      |      |      |      |    |               |               |               |               |               |   |       |       |       |       |     |             |         |         |         |         |         |         |         |         |

#### Resumen estadístico
| Competición                   | Partidos | Ganados | Empatados | Perdidos | %      | Resultado      |
| ----------------------------- | -------- | ------- | --------- | -------- | ------ | -------------- |
| Serie A de Ecuador            | 312      | 126     | 87        | 99       | 49.67% | Campeón        |
| Serie B de Ecuador            | 40       | 15      | 19        | 6        | 53.33% | Subcampeón     |
| Primera División de Argentina | 133      | 50      | 47        | 36       | 49.37% | 3.er lugar     |
| Primera B Nacional            | 12       | 4       | 2         | 6        | 38.89% | 11.º lugar     |
| Copa Argentina                | 7        | 4       | 1         | 2        | 61.9%  | Semifinales    |
| Copa de la Liga Profesional   | 27       | 6       | 15        | 6        | 40.74% | Fase de grupos |
| Primera División del Perú     | 14       | 3       | 7         | 4        | 38.1%  | 3.er lugar     |
| Primera División de Bolivia   | 36       | 14      | 10        | 12       | 48.15% | 4.º lugar      |
| Categoría Primera A           | 16       | 5       | 4         | 7        | 39.58% | 10.º lugar     |
| Copa Colombia                 | 2        | 0       | 1         | 1        | 16.67% | Fase de grupos |
| Copa Libertadores             | 40       | 12      | 14        | 14       | 41.67% | Subcampeón     |
| Copa Sudamericana             | 27       | 16      | 3         | 8        | 62.96% | Campeón        |
| Recopa Sudamericana           | 1        | 0       | 0         | 1        | 0%     | Subcampeón     |
| Copa Merconorte               | 6        | 1       | 3         | 2        | 33.34% | Fase de grupos |
| TOTAL                         | 673      | 256     | 213       | 204      | 48.59% | 3 Títulos      |

## Palmarés

### Como jugador

#### Campeonatos nacionales
| Título           | Club          | País      | Año     |
| ---------------- | ------------- | --------- | ------- |
| Primera B        | San Lorenzo   | Argentina | 1982    |
| Primera División | Independiente | Argentina | 1988/89 |
| Serie A          | Barcelona     | Ecuador   | 1991    |

### Como entrenador

#### Campeonatos nacionales
| Título  | Club            | País    | Año  |
| ------- | --------------- | ------- | ---- |
| Serie A | Barcelona       | Ecuador | 1997 |
| Serie A | Deportivo Quito | Ecuador | 2009 |

#### Campeonatos internacionales
| Título            | Club        | Sede         | Año  |
| ----------------- | ----------- | ------------ | ---- |
| Copa Sudamericana | San Lorenzo | Buenos Aires | 2002 |

Otros logros:
| Título                          | Club               | Año  |
| ------------------------------- | ------------------ | ---- |
| Ascenso a la Serie A de Ecuador | Liga de Portoviejo | 2019 |

### Distinciones individuales
| Distinción                            | Año  |
| ------------------------------------- | ---- |
| Goleador de la Supercopa Sudamericana | 1989 |